# Vejby Sogn (Skive Kommune)
 For alternative betydninger, se Vejby Sogn. (Se også artikler, som begynder med Vejby Sogn)
Vejby Sogn er et sogn i Salling Provsti (Viborg Stift).
I 1800-tallet var Vejby Sogn anneks til Lem Sogn. Begge sogne hørte til Rødding Herred i Viborg Amt. Lem-Vejby sognekommune blev ved kommunalreformen i 1970 indlemmet i Spøttrup Kommune, som ved strukturreformen i 2007 indgik i Skive Kommune.
I Vejby Sogn ligger Vejby Kirke.
I sognet findes følgende autoriserede stednavne:
- Betryk (bebyggelse)
- Vejby (bebyggelse, ejerlav)